# 海盈邨巴士總站
海盈邨巴士總站（Hoi Ying Estate Bus Terminus）是位於九龍長沙灣荔盈街的路邊露天巴士總站，主要服務海盈邨、凱樂苑居民，亦方便往來昂船洲上班的人士。由於巴士總站規劃失當，難以容納多於3部巴士停泊外，泊車位不足及荔盈街有多個地盤正在施工，常有車輛違泊在巴士總站範圍，導致巴士或小巴間中難以駛入總站上落客。

## 歷史
- 2018年6月：配合連翔道3及5號地盤的公共房屋發展區（即海盈邨／凱樂苑）落成入伙，增設往返凱樂苑與長沙灣（長順街）的小巴44M特別班次，初時只於星期一至六提供服務。
- 2019年2月10日：本總站啟用，新巴701A投入服務。
- 2019年3月24日：九巴296C總站由長沙灣（深旺道）巴士總站延長至本總站。
- 2020年6月24日：新巴702A線上午班次總站由碧海藍天延長至本總站。
- 2020年7月27日：新巴702B投入服務，於每日非繁忙時間提供服務。
- 2021年9月1日 ：新巴702S增設特別班由海盈邨單向往蘇屋邨，不經元州街、泓景臺及碧海藍天。

## 路線資料（巴士）

### 九龍巴士296C線
- 尚德 ↔ 長沙灣（海盈邨）

### 城巴701A線
- 海盈邨 ↺ 旺角

### 城巴702A線
- 海盈邨 → 白田邨

### 城巴702B線
- 白田（北） ↺ 海盈邨

### 城巴702S線
- 海盈邨→蘇屋邨

## 總站路線（專線小巴）

### 九龍區專線小巴44線
- 海盈邨 ↔ 荔枝角站